# Pentapogon quadrifidus
Pentapogon quadrifidus là một loài thực vật có hoa trong họ Hòa thảo. Loài này được (Labill.) Baill. mô tả khoa học đầu tiên năm 1894.